# Юда Тадей
Юда Яковов или Тадей - един от дванадесетте ученици на Господ Иисус Христос.
Апостол Тадей е споменат в Евангелието от Матей 12:2 А ето имената на дванадесетте апостоли: първият, Симон, който се нарича Петър, и Андрей, неговият брат; Яков Заведеев, и Иоан, неговият брат; 3 Филип и Вартоломей; Тома и Матей бирникът; Яков Алфеев и Тадей.
Евангелието от Марк 3:16 Определи: Симона, на когото даде името Петър; 17 и Якова Заведеев и Якововия брат Иоан, на които даде и името Воанергес, сиреч, синове на гърма 18 и Андрея и Филипа, Вартоломея и Матея, Тома и Якова Алфеев, Тадея и Симона Зилот 19 и Юда Искариотски, който Го и предаде.
Още е наречен Юда Яковов (не Искариотски), брат на св. ап. Яков Зеведеев: Ев. от Йоан 14:22 Юда (не Искариотски) му казва: Господи, по коя причина ще явиш Себе Си на нас, а не на света?
Значение: Името е с древен Арамейски произход и има различни предположения за неговото значение: Мъж по Божието сърце или Дар Божий а също така и Смело сърце или сърцат.